# Segadães
Segadães is een plaats (freguesia) in de Portugese gemeente Águeda en telt 1 205 inwoners (2001).